# Bitwa pod Prużaną

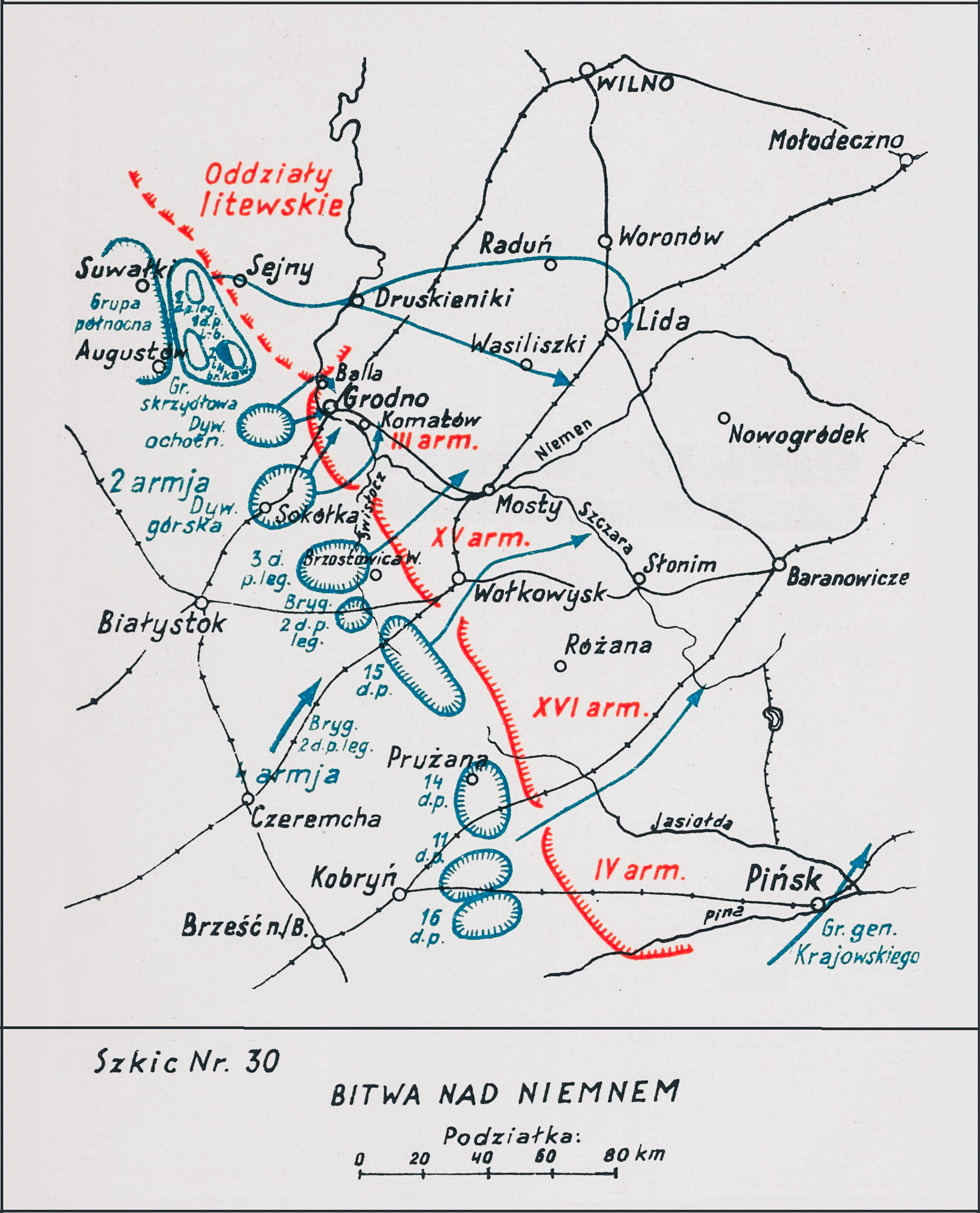
Adam Przybylski
Wojna Polska 1918 ― 1921

Bitwa pod Prużaną – walki polskich 32 pułku piechoty ppłk. Władysława Tarwida i 59 pułku piechoty kpt. Marcelego Cerklewicza z sowiecką 17 Dywizja Strzelców w czasie ofensywy jesiennej wojsk polskich w okresie wojny polsko-bolszewickiej.

## Sytuacja ogólna
Realizując w drugiej połowie sierpnia 1920 operację warszawską, wojska polskie powstrzymały armie Frontu Zachodniego Michaiła Tuchaczewskiego. 1 Armia gen. Franciszka Latinika zatrzymała sowieckie natarcie na przedmościu warszawskim, 5 Armia gen. Władysława Sikorskiego podjęła działania ofensywne nad Wkrą, a ostateczny cios sowieckim armiom zadał marszałek Józef Piłsudski, wyprowadzając uderzenie znad Wieprza. Zmieniło to radykalnie losy wojny. Od tego momentu Wojsko Polskie było w permanentnej ofensywie.
Po wielkiej bitwie nad Wisłą północny odcinek frontu polsko-sowieckiego zatrzymał się na zachód od linii Niemen – Szczara. Na froncie panował względny spokój, a obie strony reorganizowały swoje oddziały. Wojska Frontu Zachodniego odtworzyły ciągłą linię frontu już 27 sierpnia. Obsadziły one rubież Dąbrówka – Odelsk – Krynki – Grodno – Grodek – Kamieniec Litewski. Stąd Tuchaczewski zamierzał przeprowadzić koncentryczne natarcie na Białystok i Brześć, by dalej ruszyć na Lublin. Uderzenie pomocnicze na południu miała wykonać między innymi 1 Armia Konna Siemiona Budionnego.
Reorganizując siły, Naczelne Dowództwo Wojska Polskiego zlikwidowało dowództwa frontów i rozformowało 1. i 5. Armię. Na froncie przeciwsowieckim rozwinięte zostały 2., 3., 4. i 6. Armia.
10 września, na odprawie w Brześciu ścisłych dowództw 2 i 4 Armii, marsz. Józef Piłsudski nakreślił zarys planu nowej bitwy z wojskami Frontu Zachodniego. Rozpoczęły się prace sztabowe nad planem bitwy niemeńskiej. Pomyślana ona była jako pewna kontynuacja operacji warszawskiej, przy założeniu, że jej celem będzie ostateczne rozgromienie wojsk rosyjskiego Frontu Zachodniego.

## Walki pod Prużaną
Celem poprawy położenia taktycznego, wieczorem 18 września dowódcy 32 pułku piechoty i 59 pułku piechoty wielkopolskiej otrzymali zadanie zdobycia Prużany.
32 pułk piechoty miał uderzyć na miasto od zachodu, a 59 pułk piechoty wykonać miał obejście i uderzyć z północnego wschodu.
Nocą, z 18 na 19 września, z Szereszowa na Prużanę pomaszerowały w kolejności II/32 pp kpt. Mikołaja Byczkowskiego i I/32 pp kpt. Juliana Mamczyńskiego. Szpicę stanowiła 8 kompania ppor. Latawca. Całością sił dowodził mjr Julian Janowski.
Pierwsza do walki weszła 8 kompania. Rozbiła ona w ataku na bagnety silną placówkę wroga, a potem razem z 6 kompanią szturmem wzięła Starowolę i przełamała obronę nieprzyjaciela pod Zosimowiczami. Wtedy na czoło wysunął się I batalion. 2 kompania por. Brzozowskiego uderzyła na sowieckie stanowiska obronne za wioską. Wtedy wyszedł kontratak piechoty sowieckiej z 17 Dywizji Strzelców, wzmocnionej dwoma samochodami pancernymi. Został on załamany, a czerwonoarmiści wrócili do Prużany. W odparciu kontrataku wyróżnili się kpr. Józef Nabolski, obrzucając samochód pancerny granatami, i sierż. Wincenty Peszyński, ubezpieczający prawe skrzydło.
Rano od północy podeszły do Prużany II i III batalion 59 pułku piechoty. Po nawiązaniu łączności oba pułki polskie uderzyły koncentrycznie na miasto. Natarcie polskie wywołało panikę w szeregach przeciwnika i masową ucieczkę czerwonoarmistów. Po krótkiej walce opanowano Prużanę.

## Bilans walk
W czasie walk o Prużanę oddziały polskie wzięły do niewoli 1445 jeńców i zdobyły sześć ckm-ów.
W 32 pułku piechoty zostali ranni: dowódca 3 kompanii ppor. Radwański i ppor. lekarz dr. Fejwel.

Komunikat prasowy Sztabu Generalnego z 20 września 1920 donosił:

Na północ od Prypeci wojska nasze zdobyły po walkach, w których, odznaczył się pułk 32 piechoty, Prużanę i stację kolejową Linówkę. Wzięto przeszło 1000 jeńców, 13 karabinów maszynowych i wielką ilość amunicji. Na odcinku Prużany do Nowego D woru nieprzyjaciel wykazuje większą aktywność, atakując w rozmaitych miejscach tego frontu. Wszystkie ataki krwawo odparto.